# إيفان زامورا
إيفان زامورا (بالإسبانية: Iván Zamora)‏ هو لاعب كرة قدم مكسيكي، ولد في 11 يناير 1996 في تولوكا في المكسيك. لعب مع نادي تولوكا.

## وصلات خارجية
- إيفان زامورا على موقع قاعدة بيانات كرة القدم.إي يو (الإنجليزية)
- إيفان زامورا على موقع Soccerway.com (الإنجليزية)
- إيفان زامورا على موقع AS.com (الإسبانية)